# Doplatek na bydlení
Doplatek na bydlení je dávka pomoci v hmotné nouzi, která společně s vlastními příjmy občana a příspěvkem na bydlení pomáhá uhradit odůvodněné náklady občana na bydlení. Doplatek definuje zákon 111/2006 Sb., o pomoci v hmotné nouzi.
Tato dávka je často zaměňována s příspěvkem na bydlení, který je však státní sociální dávkou a řídí se jinými pravidly.

## Výše doplatku
Výše doplatku na bydlení má být stanovena tak, aby po zaplacení nájmu, služeb a nákladů za energie zůstala osobě či rodině částka na živobytí. Od částky odůvodněných nákladů na bydlení snížené o příspěvek na bydlení za předchozí kalendářní měsíc se odečte částka, o kterou příjem osoby převyšuje částku na živobytí. Tímto příjmem osoby nebo společně posuzovaných osob se rozumí součet všech příjmů včetně vyplaceného příspěvku na živobytí.

## Legislativa
Zákon o pomoci v hmotné nouzi definuje doplatek na bydlení jako jednu z dávek pomoci v hmotné nouzi. Okruh oprávněných osob určuje zákon v § 5. Při posuzování nároku na doplatek se zjišťuje zda mají společně posuzované osoby možnost zvýšit si příjem vlastním přičiněním, tedy například prodejem majetku nebo vlastní prací (§ 11).
Podmínky nároku na doplatek na bydlení definuje § 33 zákona. Posuzuje příjem vlastníka nebo uživatele bytu, postavení manžela, uživatele v průběhu dědického řízení, nezletilé dítě v kolektivním zařízení nebo v náhradní rodinné péči, povoluje výjimky v případech hodných zvláštního zřetele atd. Náležitosti žádosti uvádí § 72.
Nárok na doplatek nevznikne, pokud osoba bez vážného důvodu odmítne jiné přiměřené bydlení, které je povinna si aktivně hledat. O (ne)přiznání doplatku informuje Úřad práce do 20 kalendářních dnů pověřený obecní úřad (§ 35a). Doplatek nebo jeho část lze použít bez souhlasu příjemce k přímé úhradě nákladů na bydlení, a to tak, že plátce doplatku jej poukazuje pronajímateli nebo poskytovali služeb nebo poskytovateli energií.
Zákon o státní sociální podpoře pouze vymezuje případ, kdy místo oprávněné osoby je příjemcem dávky někdo jiný (§ 59). Pokud má cizinec povolení k dlouhodobému pobytu za účelem výkonu zaměstnání vyžadujícího vysokou kvalifikaci (modrá karta), může žádost o doplatek na bydlení znamenat konec tohoto povolení.

## Oblasti se zvýšeným výskytem sociálně nežádoucích jevů
Jednalo se o institut zakotvený v zákoně o pomoci v hmotné nouzi v letech 2017 až 2021. V roce 2021 jej jako protiústavní zrušil Ústavní soud na návrh skupiny senátorů.
Podstatou institutu bylo, že pověřený obecní úřad na návrh dotčené obce vyhlásil v místech, kde se narušuje veřejný pořádek, ohrožují děti či jsou lidé pod vlivem alkoholu a drog, oblast se zvýšeným výskytem sociálně nežádoucích jevů (tzv. bezdoplatkovou zónu). V této zóně pak noví žadatelé nedostali doplatek na bydlení.
Podle (nyní již zrušeného) § 33 odst. (9) zákona o pomoci v hmotné nouzi nárok na doplatek nevznikl, pokud se byt nebo ubytovací zařízení nacházely v oblasti se zvýšeným výskytem sociálně nežádoucích jevů uvedené v opatření obecné povahy vydanému za tímto účelem.
Oblasti se zvýšeným výskytem sociálně nežádoucích jevů souvisely s takzvanými vyloučenými lokalitami, kterých v Česku přibývá.